# Semnopithecus priam
L'entello dal ciuffo (Semnopithecus priam Blyth, 1844) è un primate catarrino della famiglia dei cercopitecidi: per la precisione, appartiene alla sottofamiglia dei Colobinae e fa parte della tribù dei Presbytini, raggruppante l'ala asiatica di tale sottofamiglia.
Vive in India sud-orientale (stato del Tamil Nadu) e Sri Lanka, dove colonizza le aree di foresta monsonica, pur adattandosi bene sia alle aree di boscaglia non molto fitta, che alla vita in aree antropizzate.
È una delle specie di entello (assieme a Semnopithecus hector e Semnopithecus ajax)  a prendere il nome dai personaggi dell'Iliade.
Sulla specie si conosce molto poco, poiché in passato essa veniva considerata una sottospecie di Semnopithecus entellus, e raramente gli studi dei ricercatori si concentrano sulle singole sottospecie, limitandosi a dare un quadro generale dei costumi dell'intera specie presa in considerazione. È molto probabile, tuttavia, che le sue abitudini non differiscano molto da quelle delle altre specie: si tratterebbe dunque di animali diurni e dalle abitudini tanto arboricole quanto terricole. Vivono in gruppi a composizione variabile, anche se vi è una tendenza dei maschi a formare degli harem: ciascun gruppo occupa un proprio territorio, che difende accanitamente dai gruppi rivali.
Dalle abitudini erbivore, si nutrono di foglie, germogli, frutta e fiori, ma laddove coabitano con l'uomo si abituano facilmente a razziare i pollai in cerca di uova e le case, rubando pane ed altri generi alimentari lasciati incustoditi.